# 原意識
原意識（げんいしき、英: Proto-conscious）または原現象特性（げんげんしょうとくせい、英: Protophenomenal property）は、心の哲学の分野で使われる言葉。
世界の基本的な構成要素のひとつとして、ミクロの素過程のレベルに存在しているかもしれない、とされる主観的な意識体験のもと。主に汎心論の立場から使用される概念。心の塵（こころのちり、mind-dust）などとも言われる。

## 概要
この概念は現象意識またはクオリアなどと言われる、意識の主観的・質的側面の議論と関わる。意識の主観的な側面について、それが純粋に物理的なものだけの組み合わせから創発可能だと考える場合、それは創発的物理主義と呼ばれる。しかしそうした創発が不可能だと考える場合、つまり純粋に物理的なものだけから意識体験が創発することを、野蛮な創発（brute emergence）として不可能とするならば、意識体験を生み出すに足る何らかの性質を、世界の基礎的なレベルに措定しなければならない。こうして導入されるのが原意識という概念である。

## 関連
- 汎心論
- 意識の境界問題